# Michel Loève
Michel Loève (Jafa, Palestina, 22 de janeiro de 1907 — Berkeley, Califórnia, 17 de fevereiro de 1979) foi um probabilista e estatístico matemático franco/estadunidense de origem judaico palestina. É conhecido por probabilistas e estatísticos pela transformada de Karhunen-Loève.
Michel Loève nasceu em uma família judaica em 1907 em Jafa, Palestina, durante a ocupação pelo Império Otomano. Passou a maior parte de sua infância no Egito, onde frequentou o primário e o secundário em escolas francesas. Depois, após obter os graus de Bacharel em Leis em 1931 e Bachelor of Arts em  1936, estudou matemática na Universidade de Paris, orientado por Paul Pierre Lévy, obtendo um doutorado em matemática em 1941.
Devido a sua origem judaica foi preso durante a Ocupação da França pela Alemanha nazista e mandado para o Campo de deportação de Drancy. Um de seus livros, Loève (1955), é dedicado "To Line and To the students and teachers of the School in the Camp de Drancy". Tendo sobrevivido ao Holocausto, após sua libertação foi entre 1944–1946 chefe de pesquisas no Instituto Henri Poincaré, então até 1948 trabalhou na Universidade de Londres.
Após um período como professor visitante na Universidade Columbia foi professor da Universidade da Califórnia em Berkeley.
Em sua memória foi criado o Prêmio Loève por sua viúva.